# Люлька Сергій Миколайович
Сергі́й Микола́йович Лю́лька (нар. 22 лютого 1990, Київ) — український футболіст, захисник, екс-гравець молодіжної збірної України.

## Клубна кар'єра
Вихованець ДЮФШ «Динамо» (Київ) імені Валерія Лобановського (перший тренер — Олександр Леонідов). У дитячо-юнацькій футбольній лізі провів за «Динамо» 73 матчі, відзначився 7 забитими голами. В сезоні 2007—2008 провів 6 матчів у складі команди «Динамо-3» у другій лізі чемпіонату України.

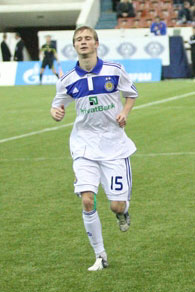
Сергій Люлька у складі «Динамо» на Кубку Співдружності-2011.

29 травня 2008 року дебютував в іграх за «Динамо-2» у домашньому матчі проти ФК «Львів» (поразка 0:2). Станом на кінець 2010 року за «Динамо-2» у першій лізі провів 52 матчі. В сезоні 2007—2008 також виступав у першості дублерів, за дубль «Динамо» зіграв 6 матчів.
1 липня 2012 року вирушив до чеського клубу «Слован», який підписав з «Динамо» домовленість про річну оренду футболіста.
З 2013 по 2015 рік грав на умовах оренди за «Говерлу».
12 січня 2016 року стало відомо, що Сергій повернувся до ліберецького «Слована», з яким підписав угоду на 2,5 роки, але вже влітку того ж року залишив команду.
У липні 2016 року став гравцем одеського «Чорноморця», де провів два сезони, взявши участь у 45 іграх Прем'єр-ліги.
Перед стартом сезону 2018/19 перейшов у чернігівську «Десну», абсолютного дебютанта вищого дивізіону, підписавши угоду терміном на 2 роки. Втім у складі чернігівців не закріпився і влітку 2019 року покинув «Десну».
У вересні 2019 року підписав річний контракт з клубом «Львів» і провів за команду 19 ігор чемпіонату, покинувши клуб у липні 2020 року по завершенні контракту.
5 вересня 2020 року підписав контракт з друголіговим «Металом», який у червні наступного року було перейменовано на «Металіст». 20 серпня 2021 року був виключений з заявки харківського клубу.

## Виступи за збірні
Виступи за збірні команди України почав 22 квітня 2009 матчем збірної України U19 проти латвійських однолітків (перемога 2:0). Усього за збірну дев'ятнадцятирічних провів 3 матчі.
У складі збірної України U19 — чемпіон Європи 2009 року. Вийшов у стартовому складі в першому матчі групового турніру фінальної частини чемпіонату, що проходила у Донецьку і Маріуполі, проти збірної Словенії. Вже на 15 хвилині тренери збірної України були змушені замінити Сергія на Богдана Бутка, оскільки оборонець зазнав травми коліна та був доправлений до лікарні. Травма виявилася досить важкою і гравець пропустив подальші ігри турніру.
З серпня 2010 — гравець молодіжної збірної України.

## Досягнення
- Чемпіон Європи серед юнаків (U-19) 2009 року